# Lagenorhynchus cruciger
Lagenorhynchus cruciger (Глекорил хрестоносець) — вид ссавців з родини Дельфінові (Delphinidae) ряду китоподібні. 

## Опис
Довжина самців: бл. 1,63 м; довжина самиць: 1,66–1,83 м; вага 90–120 кг.
Тіло невелике і кремезне з характерним чорно-білим забарвленням. Назва виду cruciger в перекладі з латинської "несення хреста", посилаючись на чорно-білий візерунок на спині дельфіна, який нагадує хрест, якщо дивитися зверху. На відміну від подібного розміру Lissodelphis peronii, L. cruciger має спинний плавник. Спинний плавець значно різниться між окремими особинами, але він, як правило, високий і вигнутий. Крива, можливо, більш виражена у особин похилого віку. 

## Поширення
Проживає в антарктичному регіоні, навколо високих широт південних океанів. Регулярно зустрічається на південь від антарктичної конвергенції, де холодні води Антарктики зустрічаються з більш теплими водами Субантарктики. Поширюється до антарктичних крижаних країв на півдні, хоча його розподіл на північ менш добре відомий. Найчастіше зустрічається між Південною Америкою і островом Маккуорі, хоча він також був помічений на південному узбережжі Нової Зеландії, недалеко від Південних Шетландських островів, і навколо провінції Тьєррі-дель-Фуего. Він зазвичай знаходиться в південних водах протягом літніх місяців і в північних водах в зимовий період, припускаючи, що цей вид мігрує сезонно. Виявлений в холодних, глибоких водах Антарктики; тим не менш, деякі спостереження мали місце у відносно неглибоких водах поблизу Південної Америки і Антарктичного півострова. Як видається, віддає перевагу температурам поверхні води в межах від 0,6 до 13 градусів за Цельсієм, але може мешкати у воді до -0.3 градусів за Цельсієм.

## Поведінка
Товариським вид, ці дельфінові зазвичай спостерігаються в невеликих групах від 1 до 8 особин, хоча групи до 60 були помічені. L. cruciger, здається, насолоджується їздою на гребені хвиль і змінює напрям руху, щоб спіймати хвилі, створені суднами і кораблями. Так само, регулярно вистрибує з води, коли грається навколо великих китів. Мало що відомо про особливості харчування, але вчені зафіксували невелику рибу, ракоподібні і кальмари з вмісту шлунка кількох зразків. Цей вид також спостерігався при харчуванні в планктонних зграях. Як і всі зубаті кити, використовує ехолокацію для орієнтації і видобутку їжі. Цей вид виробляє дуже пронизливе клацання, яке дозволяє йому виявляти здобич на більш ніж в два рази більшій відстані, ніж інші видів дельфінових. Ймовірно, спілкується за допомогою зору і дотику крім високочастотних звуків.

## Життєвий цикл
Поведінка при паруванні для цих тварин не відома. На основі даних для інших видів роду Lagenorhynchus, вважають, що період лактації триває протягом від 12 до 18 місяців. Тривалість життя L. cruciger не відома, проте вона може бути схожою з іншими видами в межах його роду. L. acutus може прожити 27 років, а L. obliquidens — можуть жити до 46 років в дикій природі.

## Загрози та охорона
Немає відомих конкретних загроз для виду. Вважається, що на вид, ймовірно, полюють косатки, але до сих пір не було ніяких документальних свідчень цього. На вид не здійснюється комерційне полювання, і випадковий вилов обмежений.